# Laura Polanyi Stricker
Laura Polanyi Stricker, auch Striker, (geboren als Laura Pollacsek 16. Februar 1882 in Wien, Österreich-Ungarn; gestorben 23. Dezember 1959 in New York City) war eine ungarisch-US-amerikanische Historikerin.

## Leben
Laura Pollacsek war das erste Kind des Eisenbahningenieurs und Unternehmers Mihaly Pollacsek und der aus  Wilna stammenden Cecília Wohl (1862–1939), sie hatte vier Geschwister, darunter der Ökonom Karl Polanyi (1886–1964) und der Philosoph Michael Polanyi (1891–1976), ihre Schwester Sophia (1888–1941) und deren Ehemann Egon Szécsi (1882–1941) wurden Opfer des Holocaust. Nach dem Umzug von Wien nach Budapest magyarisierte die Familie 1890 ihren Namen zu Polányi.
Laura Polányi gehörte in Budapest zu den ersten Mädchen, denen gestattet wurde, die Matura zu machen, und sie nahm danach im Jahr 1900 das Studium der Geschichte an der Universität Budapest auf.

Laura Stricker 1909 als Kindergärtnerin mit ihrer Tochter Eva, im Vordergrund Arthur Koestler

Sie jobbte als  Bibliothekshilfskraft im Statistischen Amt Ungarns und arbeitete mit ihrem Cousin Ervin Szabó, der die Stadtbibliothek Budapest leitete, an einem Katalogisierungssystem, gemeinsam gaben sie zwischen 1902 und 1904 beim Brüsseler Institut International de Bibliographie die Bibliographia Economica Universalis heraus.
Sie heiratete 1904 den 13 Jahre älteren Textilfabrikanten Alexander (Sándor) Striker (Stricker), sie hatten drei Kinder, darunter die 1906 geborene Tochter Eva Amalia Stricker (später Eva Zeisel).
Laura Stricker wurde Mitglied der Gesellschaft für Sozialwissenschaften, organisierte eine Frauengruppe unter den bürgerlichen Radikalen und publizierte feministische Artikel. Zwischendurch wurde sie 1909 mit der geschichtswissenschaftlichen Dissertation III. Károly gazdaságpolitikája über die Wirtschaftspolitik unter Karl VI. in Wirtschaftsgeschichte promoviert. Stricker eröffnete 1911 einen Kindergarten, dessen Prinzipien sie in Anlehnung an Sándor Ferenczis Psychoanalyse und Pädagogik und an die Bewegungslehre von Émile Jaques-Dalcroze entwickelte.
Die Familie zog 1912 nach Wien, und Stricker hatte dort Kontakt zur russischen Revolutionären. Während des Ersten Weltkriegs war sie österreichische Delegierte bei der Stockholmer Friedenskonferenz von 1917. Bei Kriegsende zog die Familie aus beruflichen Gründen zurück nach Budapest, und Stricker engagierte sich in der ungarischen bürgerlichen Revolution 1918 auf Seiten der bürgerlichen Radikalen. Für diese sollte sie bei den Aprilwahlen 1919 antreten, der Wahlgang wurde aber durch die Ungarische Räterepublik obsolet. Nach der Niederschlagung der kurzlebigen Rätepublik verließen viele Intellektuelle Ungarn, darunter auch die Brüder Polanyi, während Stricker in Ungarn blieb und in dem intellektuell stagnierenden gesellschaftlichen Leben nicht mehr in Erscheinung trat.
Stricker hielt sich 1932 in Berlin auf, 1933 machte sie eine Reise zu ihrer Tochter Eva nach Moskau. Als diese 1936 in dem stalinistischen System verhaftet wurde, organisierte sie internationale Hilfe zu ihrer Befreiung und Ausreise.
Nach dem Anschluss Österreichs 1938 geriet Stricker in Wien kurzzeitig in Gestapo-Haft. Sie organisierte nun die Flucht ihrer Familienmitglieder in die USA.
Dank ihrer Sprachkenntnisse wurde sie 1951 von Karl Polanyi an seinen Kollegen am Bennington College Bradford Smith vermittelt und erforschte für diesen eine Periode aus dem Leben des englischen Kapitäns John Smith (1580–1631) – berühmt als Gründer der englischen Siedlung Jamestown im späteren Staat Virginia – während dessen Teilnahme am Krieg gegen die Türken in der Walachei. Bradford Smith und Stricker versuchten mit ihren Forschungsergebnissen dem schlechten Ruf, welcher John Smith im Laufe der Jahrhunderte angedichtet worden war, zu widersprechen.

## Schriften (Auswahl)
- III. Károly gazdaságpolitikája. Dissertation, Budapest, 1909
- Laura Polanyi Striker: Captain John Smith's Hungary and Transylvania, Anhang zu Bradford Smith: Captain John Smith, his life & legend. Philadelphia : Lippincott, 1953, S. 311–342
- The Hungerian historian, Lewis L. Kropf[3], on Captain John Smith's True travels; a reappraisal. Richmond : Virginia Historical Society, 1958
- Laura Polanyi Striker, Bradford Smith: The Rehabilitation of John Smith, in: The Journal of Southern History, Vol. 28, Nov. 1962, S. 474–481